# 星亮一
星 亮一（ほし りょういち、1935年〈昭和10年〉5月16日 - 2021年〈令和3年〉12月31日）は、日本の小説家。東北史学会会員、日本文芸家協会会員。福島県郡山市在住。血液型B型。

## 略歴
宮城県仙台市生まれ。岩手県立一関第一高等学校。東北大学文学部国史学科卒業。後に日本大学大学院総合社会情報研究科修士課程修了。専攻は日本近現代史。
大学卒業後、福島民報社に入社。最初の赴任地が会津若松市で「会津若松史」の編纂事業に参加した。
1970年（昭和45年） 1月5日、この年の春に開局する福島中央テレビへ移籍。プロデューサー、制作部長、報道制作局長を歴任後、作家に専念。先祖は仙台藩重臣・佐藤宮内の家中で、戊辰戦争・白河口の戦いにも参戦したこともあり、戊辰戦争は作家としての大きなテーマの一つだった。
2005年（平成17年）、戊辰戦争研究会を発足させ主宰。
2021年12月31日、急性心筋梗塞のため死去。86歳没。

## 受賞歴
第19回（平成8年度）福島民報出版文化賞。
2004年（平成16年）、NHK東北ふるさと賞。
2015年（平成27年）、日本国際情報学会功労賞。

## 著書

### 1980年代
- 『斗南に生きた会津藩の人々』（歴史春秋社）1983年
- 『松平容保とその時代―京都守護職と会津藩』（歴史春秋社）1984年
- 『会津藩燃ゆ-東北・越後立つ』（教育書籍）1986年 のち角川文庫、広済堂文庫
- 『白虎隊-会津藩燃ゆ』（教育書籍）1986年 「続会津藩燃ゆ-ああ白虎隊」角川文庫
- 『会津藩燃ゆ 第3部 下北の大地 会津藩士広沢安任の生涯』（教育書籍）1989年
- 『白虎隊という名の青春』（教育書籍）1987年
- 『仙台藩帰らざる戦士たち―歴史ドキュメント』（教育書籍）1987年
- 『会津白虎隊-物語と史蹟をたずねて』（成美堂出版）1987年 のち文庫
- 『箱館五稜郭』（物語・日本の名城）（成美堂出版）1988年
- 『王城の守護職』正続、角川文庫、1988年 「修羅の都 会津藩燃ゆ・序章」教育書籍
- 『箱館戦争-榎本艦隊北へ』（角川文庫）1988年 「榎本艦隊北へ」広済堂文庫
- 『長崎海軍伝習所』（角川文庫）1989年
- 『続箱館戦争-碧血の碑』（角川文庫）1989年

### 1990年代
- 『敗者の維新史―会津藩士荒川勝茂の日記』（中公新書）1990年 のち青春文庫
- 『越後風雲録―黄金の大地』（教育書籍）1990年
- 『風と炎の海―越後風雲録2』（教育書籍）1991年
- 『いざ川中島―越後風雲録3』（教育書籍）1992年
- 『敵は天魔王（越後風雲録4）』教育書籍、1993年
- 『万延元年「咸臨」航米』（教育書籍）1991年
- 『修羅の都―会津藩燃ゆ 序章』（教育書籍）1992年 「京都守護職」中公文庫
- 『礼節の時代』（教育書籍）1993年
- 『至誠の人松平容保』（新人物往来社）1993年 「松平容保」成美文庫、学陽書房人物文庫
- 『会津将軍山川浩』（新人物往来社）1994年
- 『奥羽越列藩同盟 東日本政府樹立の夢』（中公新書）1995年[7]
- 『奥州権田村の驟雨―小栗上野介の生涯』（教育書籍）1995年 「最後の幕臣小栗上野介」中公文庫、ちくま文庫
- 『胸中に一点の風味あり―第八代JA全中会長・佐藤喜春の生涯』（ダイヤモンド社）1995年
- 『小栗上野介―物語と史蹟をたずねて』（成美堂出版）1996年 のち文庫
- 『山中鹿之介―毛利に挑んだ不屈の武将』（PHP文庫）1997年
- 『河井継之助』（成美堂出版）1997年 のち文庫
- 『将軍徳川慶喜「最後の将軍」の政略と実像』（廣済堂出版）1997年
- 『井伊直弼―己れの信念を貫いた鉄の宰相』（PHP文庫）1997年
- 『会津農兵隊始末記』（廣済堂文庫）1998年
- 『平太の戊辰戦争―少年が見た会津藩の落日』（角川選書）1998年 のちベスト新書
- 『二本松少年隊―物語と史蹟を訪ねて』（成美文庫）1998年
- 『山口多聞―空母「飛竜」に殉じた果断の提督』（PHP文庫）1998年
- 『東北謎とき散歩―多くの史跡や霊場霊山の不思議の舞台に迫る』（廣済堂出版）1998年
- 『会津残照譜』（集英社）1998年
- 『ジョン万次郎―日本を開国に導いた陰の主役』（PHP文庫）1999年
- 『伊藤整一―戦艦「大和」に殉じた至誠の提督』（PHP研究所）1999年
- 『天風の海―会津海将 出羽重遠の生涯』（光人社）1999年 「出羽重遠伝」文庫

### 2000年-2005年
- 『淵田美津雄―真珠湾攻撃を成功させた名指揮官』（PHP文庫）2000年
- 『満州歴史街道―まぼろしの国を訪ねて』（光人社）2000年
- 『沈黙の提督―海将東郷平八郎伝』（光人社）2001年 「東郷平八郎伝―日本海海戦の勝者」文庫
- 『旗巻峠の密書―伊達戦記仙台戊辰始末』（廣済堂出版）2001年
- 『よみなおし戊辰戦争―幕末の東西対立』（ちくま新書）2001年
- 『黄河歴史街道―中国の母なる大河を訪ねて』（光人社）2001年
- 『浅井長政―信長に反旗を翻した勇将』（PHP文庫）2001年
- 『蜂須賀小六正勝』（学研M文庫）2001年
- 『幕末の会津藩―運命を決めた上洛』（中公新書）2001年12月
- 『九鬼嘉隆』（学研M文庫）2002年2月
- 『白虎隊と会津武士道』（平凡社新書）2002年5月
- 『会津藩はなぜ朝敵か―幕末維新史最大の謎』（ベスト新書)2002年8月
- 『雲南・長江の旅―中国歴史街道』（光人社）2002年8月
- 『上杉景勝―越後の雄としての誇りに生きた名将』（PHP文庫）2003年1月
- 『幕臣達の誤算―彼らはなぜ維新を実現できなかったか』（青春出版社・プレイブックス）2003年5月
- 『山川健次郎伝―白虎隊から帝大総長へ』（平凡社）2003年10月 「山川健次郎の生涯」ちくま文庫
- 『会津落城―戊辰戦争最大の悲劇』（中公新書）2003年12月
- 『新選組と会津藩 彼らは幕末維新をどう戦い抜いたか（平凡社新書）2004年2月
- 『会津藩vs長州藩―なぜ怨念が消えないのか』（ベスト新書）2004年3月
- 『幕末史 激闘! 薩摩・長州・会津』（三修社）2004年6月
- 『戦う政宗』（本の森）2004年9月
- 『遥かなるノモンハン』（光人社）2004年11月
- 『野口英世の生きかた』（ちくま新書）2004年11月
- 『長岡藩軍事総督河井継之助―武士道に生きた最後のサムライ』（ベスト新書）2004年12月
- 『後藤新平伝―未来を見つめて生きた明治人』（平凡社）2005年6月
- 『仙台戊辰戦史―北方政権を目指した勇者たち』（三修社）2005年7月
- 『悲劇の英雄 源義経と奥州平泉』（ベスト新書）2005年9月
- 『会津戦争全史』（講談社選書メチエ）2005年10月

### 2006年-2009年
- 『会津藩 斗南へ―誇り高き魂の軌跡』（三修社）2006年3月
- 『松江豊寿と会津武士道―板東俘虜収容所物語』（ベスト新書）2006年5月
- 『戊辰の内乱―再考・幕末維新史』（三修社）2006年7月
- 『女たちの会津戦争』（平凡社新書）2006年7月
- 『会津武士道―ならぬことはならぬの教え』（青春新書）2006年8月
- 『箱館戦争―北の大地に散ったサムライたち』（三修社）2006年12月
- 『白虎隊と二本松少年隊―幕末を駆け抜けた若獅子たち』（三修社）2007年4月
- 『山本五十六と山口多聞』（PHP文庫）2007年5月
- 『彰義隊―われら義に生きる』（三修社）2007年11月
- 『偽りの明治維新―会津戊辰戦争の真実』（だいわ文庫）2008年1月
- 『野口英世 波乱の生涯』（三修社）2008年5月
- 『南雲忠一―空母機動部隊を率いた悲劇の提督』（PHP文庫）2008年5月
- 『偽りの日米開戦 なぜ、勝てない戦争に突入したのか』（だいわ文庫）2008年7月
- 『アンガウル・ペリリュー戦記―玉砕を生きのびて』（河出書房新社）2008年6月
- 『会津藩VS薩摩藩 なぜ袂を分かったのか』（ベスト新書）2008年7月
- 『軍師直江兼続』（成美文庫）2008年10月
- 『会津落城の三十日』（河出書房新社）2009年1月 ISBN 978-430-922500-5
- 『鳥羽伏見の砲声―徳川幕府終焉の舞台裏』（三修社）2009年3月 ISBN 978-438-404242-9
- 『偽りの幕末動乱 薩長謀略革命の真実』（だいわ文庫）2009年5月 ISBN 978-447-930237-7
- 『坂本龍馬 その偽りと真実 なぜ、暗殺されなければならなかったのか』（静山社文庫）2009年10月
- 『謀略の幕末史 幕府崩壊の真犯人』（講談社+α新書）2009年6月 ISBN 978-406-272584-2
- 『龍馬が望まなかった戊辰戦争』（ベスト新書）2009年11月 ISBN 978-458-412256-3

### 2010年- 2015年
- 『龍馬の流儀―幕末を駆け抜けたヒーローの履歴書（光人社）2010年3月 ISBN 978-476-981467-2
- 『会津維新銘々伝―歴史の敗者が立ち上がる時』（河出書房新社）2010年3月 ISBN 978-430-922526-5
- 『ノモンハン事件の真実』PHP文庫、2010年
- 『戊辰戦争 裏切りの明治維新『静山社文庫、2010年
- 『徳川秀忠とお江』学研M文庫、2010年
- 『明治を支えた「賊軍」の男たち』講談社+α新書、2010年
- 『朝倉義景―信長を窮地に追い詰めた越前の雄』PHP文庫、2011年3月 ISBN 978-4569676135
- 『大鳥圭介 幕府陸軍奉行、連戦連敗の勝者』中公新書、2011年4月 ISBN 978-4121021083
- 『東北は負けない 歴史に見る「弱者の逆襲」』講談社+α新書、2011年8月 ISBN 978-4062727273
- 『勝海舟と明治維新の舞台裏』静山社、2011年9月 ISBN 978-4863891340
- 『会津流罪 故郷を追われた難民からの再出発』批評社 2012年 ISBN 978-4826505604
- 『新島八重と戊辰戦争』ベスト新書 2012年 ISBN 978-4584123881
- 『八重と会津落城』PHP新書 2012年 ISBN 978-4569809090
- 『会津藩はなぜ「朝敵」か』ワニ文庫 2013年 ISBN 978-4769815303
- 『脱フクシマ論』イースト新書 2013年 ISBN 978-4781650050
- 『井深梶之助伝 明治学院を興した会津の少年武士』平凡社 2013年 ISBN 978-4582836134
- 『伝説の天才柔道家 西郷四郎の生涯』平凡社新書 2013年 ISBN 978-4582856859
- 『幕末日本のクーデター―錦旗に刻印された官軍の野望』批評社 2013年 ISBN 978-4826505888
- 『老いてこそ過激に生きよ』イースト新書 2014年 ISBN 978-4781650227
- 『伊達政宗 秀吉・家康が一番恐れた男』さくら舎 2014年 ISBN 978-4906732876
- 『ケネディを沈めた男』光人社 2014年 ISBN 978-4769815822
- 『国境の島・対馬のいま―日韓、交流と摩擦のあいだで』現代書館 2015年 ISBN 978-4768457641
- 『大河ドラマと日本人』イーストプレス 2015年 ISBN 978-4781613659
- 『アンガウル、ペリリュー戦記―玉砕を生きのびて』光人社NF文庫2015 ISBN 978-4769829171
- 『長州の刺客―明治維新の内幕』批評社 2015年 ISBN 978-4826506328

### 2016年-2019年
- 『悲劇の提督 伊藤整一』光人社 2016年 ISBN 978-4769829423
- 『果断の提督 山口多聞』光人社 2016年5月 ISBN 978-4769829522
- 『京都大戦争』さくら舎 2016年7月 ISBN 978-4865810592
- 『提督の責任 南雲忠一 』 2017年1月 光人社NF文庫 ISBN 978-4769829935
- 『信長の狂気 』2017年2月 文芸社文庫 ISBN 978-4286183787
- 『明治維新というクーデター 』 2017年2月 イースト・プレス ISBN 978-4781615127
- 『呪われた明治維新 』  2017年4月 さくら舎 ISBN 978-4865810974
- 『偽りの日米開戦』2017年7月　光人社NF文庫　ISBN 978-4769830238
- 『偽りの幕末動乱』 2017年8月　潮書房光人社　ISBN　978-4769816522
- 『戊辰戦争　あくなき薩長の謀略』 2017年10月　文芸社文庫　ISBN　978-4286191751
- 『明治維新 血の最前戦 ― 土方歳三 長州と最後まで戦った男』 2017年11月 さくら社　ISBN　978-4865811278
- 『東北を置き去りにした明治維新』 さくら社 2017年12月　ISBN　978-4286192383
- 『斗南藩―「朝敵」会津藩士たちの苦難と再起』 中公新書 2018年7月 ISBN 978-4121024985
- 『会津藩は朝敵にあらず  松平容保の明治維新』 イースト・プレス 2018年7月　ISBN 978-4781616919
- 『鬼才 石原莞爾　陸軍の異端児が歩んだ孤高の生涯』 光人社NF文庫 2018年8月　ISBN　978-4769830863
- 『呪われた戊辰戦争 ―鎮魂なき150年』 さくら舎　2018年12月　ISBN　978-4865811780
- 『会津藩燃ゆ 我等かく戦へり【令和新版】』ぱるす出版  2019年10月 ISBN　978-4827602517
- 『武士道の英雄　河井継之助 ―薩長を脅かした最後のサムライ』　さくら舎　2019年11月 ISBN 978-4865812220

### 2020年-2021年
- 『天才 渋沢栄一　明治日本を創った逆境に強い男と慶喜』さくら舎　2020年7月　ISBN 978-4865812565
- 『提督の決断 山本五十六　世界を驚愕させた「軍神」の生涯』 光人社NF文庫 2021年7月　ISBN 978-4769832256
- 『星座の人 山川健次郎 ー白虎隊士から東大総長になった男』ぱるす出版 2021年8月　ISBN 978-4827602623
- 『運命の将軍 徳川慶喜 ― 敗者の明治維新』さくら舎 2021年9月　ISBN 978-4865813128
- 『「賊軍」列伝明治を支えた男たち』産経NF文庫 2022年1月　ISBN 978-4769870432

### 共編著
- 『歴史ドキュメント戊辰戦争』（教育書籍）1988年9月
- 『新選組副長 土方歳三』（教育書籍）1989年5月
- 『新選組沖田総司』（教育書籍）1990年6月
- 『明治日誌 荒川勝茂』（ 新人物往来社） 1992年11月
- 『のんびり行く只見線の旅』 松本忠共著 （歴史春秋出版）2004年1月
- 『ラストサムライの群像―幕末維新に生きた誇り高き男たち』 遠藤由紀子共著 （光人社）2006年1月
- 『最後の将軍徳川慶喜の無念―大統領になろうとした男の誤算』 遠藤由紀子共著 （光人社）2007年1月
- 『二本松少年隊のすべて』（新人物往来社）2009年1月 ISBN 978-440-403568-4
- 『会津と長州、幕末維新の光と闇』 一坂太郎共著（講談社）2009年3月 ISBN 978-406-215354-6
- 『戊辰戦争を歩く―幕末維新歴史探訪の旅』 戊辰戦争研究会共編（光人社）2010年2月 ISBN 978-4769814689
- 『新選組を歩く―幕末最強の剣客集団 その足跡を探して』 戊辰戦争研究会共編（光人社）2011年4月 ISBN 978-4769814962
- 『新島八重を歩く』 潮書房光人社 2012年10月 ISBN 978-4769815303
- 『フクシマ発―復興・復旧を考える県民の声と研究者の提言』 （批評社）2014年2月 ISBN 978-4826505925
- 『「朝敵」と呼ばれようとも―維新に抗した殉国の志士』 (現代書館) 2014年11月 ISBN 978-4768457450
- 『真田丸を歩く』現代書館 2015年11月 ISBN 978-4768457702